# Píndaro de Carvalho Rodrigues
Píndaro de Carvalho Rodrigues (* 1. Juni 1892 in São Paulo; † 30. August 1965 in Rio de Janeiro) war ein brasilianischer Fußballnationalspieler und -trainer. Bei der Weltmeisterschaft 1930 war er Trainer der brasilianischen Nationalmannschaft.

## Karriere
Píndaro startete seine Laufbahn 1910 beim Fluminense FC aus Rio de Janeiro. Hier blieb er zwei Jahre, um danach zum Lokalrivalen CR Flamengo zu gehen. Diesem Verein blieb er bis zu seinem Karriereende als Spieler 1922 treu.
In der Nationalmannschaft begann er in inoffiziellen Spielen als Achtzehnjähriger. 1914 konnte Píndaro mit der Copa Roca seinen ersten internationalen Erfolg feiern. Bei der Copa América 1919 war er wieder erfolgreich. Bei der ersten Fußball-Weltmeisterschaft 1930 in Uruguay war er Trainer der Auswahlmannschaft.
Die nachstehenden Einsätze in der Nationalmannschaft als Spieler und Trainer sind nachgewiesen.
als Spieler
Offizielle Länderspiele
- 20. September 1914 gegen Argentinien, Ergebnis: 0:3
- 27. September 1914 gegen Argentinien, Ergebnis: 1:0 (Copa Roca)
- 11. Mai 1919 gegen Chile, Ergebnis: 6:0 (Copa América)
- 18. Mai 1919 gegen Argentinien, Ergebnis: 3:1 (Copa América)
- 25. Mai 1919 gegen Uruguay, Ergebnis: 2:2 (Copa América)
- 29. Mai 1919 gegen Uruguay, Ergebnis: 1:0 (Copa América)
- 20. September 1919 gegen Argentinien, Ergebnis: 0:3

Inoffizielle Spiele
- 12. September 1912 gegen eine Auswahlmannschaft Argentiniens, beide Mannschaften kein offizielles Team, Ergebnis: 0:4
- 17. Juli 1913 gegen eine Auswahlmannschaft Portugals, beide Mannschaften kein offizielles Team, Ergebnis: 0:0
- 24. August 1913 gegen Corinthian FC aus England, die brasilianische Mannschaft war kein offizielles Team, Ergebnis: 0:0
- 21. Juli 1914 gegen Exeter City aus England, Ergebnis: 2:0
- 24. September 1914 gegen Columbian aus Argentinien, Ergebnis: 3:1

als Trainer
- 17. Juli 1930 gegen Jugoslawien, Ergebnis: 1:2 (Fußball-Weltmeisterschaft)
- 22. Juli 1930 gegen Bolivien, Ergebnis: 4:0 (Fußball-Weltmeisterschaft)
- 1. August 1930 gegen Argentinien, Ergebnis: 3:2
- 10. August 1930 gegen Jugoslawien, Ergebnis: 4:1
- 17. August 1930 gegen die USA, Ergebnis: 4:3

## Erfolge
Fluminense
- Staatsmeisterschaft von Rio de Janeiro: 1911

Flamengo
- Staatsmeisterschaft von Rio de Janeiro: 1914, 1915, 1920, 1921

Nationalmannschaft
- Copa Roca: 1914
- Copa América: 1919, 1922